# Moto X4
Moto X4是联想集团旗下摩托罗拉移动开发的Android智能手机。它于2017年8月31日在IFA上亮相。它于2017年9月在欧洲发布。在美国，该设备的Android One版本也发布了 。